# PURE Player PRO
PURE Player PRO är en programvara med vars hjälp det är möjligt att presentera interaktiva panoramabilder på en webbsida. Programvaran är utvecklad av företaget ImmerVision.